# Succes

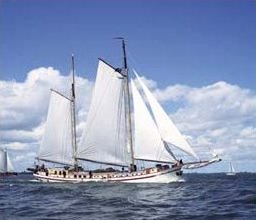
El Succes

El Succes es un lujoso clipper holandés de dos palos.
Su historia comienza en 1907, cuando fue botado como barco velero de carga. Su construcción corrió a cargo de la atarazana Wed. A. van Duyvendijk, cuyos barcos se consideran hasta el día de hoy en los Países Bajos como los Rolls-Royces de los veleros.
El Succes fue completamente restaurado en 1998, año en que se remodeló como velero de pasajeros. Tiene una clasificación de lujo de 4 estrellas.